# Tesoro de los sibaritas
El Tesoro de los sibaritas (en griego antiguo: Θησαυρὸς τῶν Συβαριτῶν, romanizado: Thēsauros tōn Sybaritōn), también conocido como Tesoro V, fue un  tesoro en la Terraza de los Tesoros de Olimpia, Grecia. Recibe su nombre del hecho de que se cree que fue construido por la ciudad de Síbaris, pero la identificación no es del todo segura. Las ruinas de la cámara del tesoro se encuentran en Archaía Olympía, en el Santuario de Olimpia que es Patrimonio de la Humanidad de la Unesco.
Se construyó en el período arcaico alrededor del 600-575 a. C. Era una de los muchos tesoros de Olimpia, construidos en hilera en el lado norte del Santuario, en la ladera sur del monte Cronio, entre el  Ninfeo de Herodes Ático y el Estadio. El Tesoro de los sibaritas era el quinto de ellos, orientado hacia el oeste. Antes, a veces ocupaba el sexto lugar. En su lado occidental se encontraba el Tesoro de los bizantinos y en su lado oriental el Tesoro de los cireneos.
De estilo dórico, consistía en una simple cella y un pronaos.  Su anchura era de unos 9,6 metros. La fachada estaba orientada hacia el sur.